# Rubidiumsulfat
Rubidiumsulfat ist das Rubidiumsalz der Schwefelsäure.

## Herstellung
Rubidiumsulfat kann durch Salzbildungsreaktion aus Rubidiumhydroxid und Schwefelsäure hergestellt werden.
{\displaystyle {\ce {2RbOH + H2SO4 -> Rb2SO4 + 2H2O}}}
Auch aus Rubidiumcarbonat ist die Synthese möglich.
{\displaystyle {\ce {Rb2CO3 + H2SO4 -> Rb2SO4 + H2O + CO2 ^}}}

## Eigenschaften

### Physikalische Eigenschaften
Rubidiumsulfat kristallisiert im orthorhombischen Kristallsystem in der Raumgruppe Pnma (Raumgruppen-Nr. 62) mit den Gitterparametern a = 780.1 pm, b = 596.5 pm, c = 1041.6 pm, und 4 Formeleinheiten pro Elementarzelle. Die Kristalle sind mit den Kristallen von Kaliumsulfat isomorph. Bei 657 °C wandelt es sich in eine andere Modifikation um. Die Wasserlöslichkeit der Substanz nimmt mit steigender Temperatur zu, so lösen sich bei 0 °C 364 g und bei 100 °C 826 g Rubidumsulfat in 1 l Wasser.
Die Standardbildungsenthalpie von Rubidiumsulfat beträgt −1443 kJ/mol, die Lösungswärme beträgt 27,88 kJ/mol.

### Chemische Eigenschaften
Durch elektrolytische Oxidation entsteht aus einer gesättigten Lösung von Rubidiumsulfat und Schwefelsäure bei niedriger Temperatur das Rubidiumpersulfat Rb2S2O8.